# Лом (река)
Вижте пояснителната страница за други значения на Лом.
Лом (в античността на латински Almus, Алмус) е река в Северозападна България, област Видин – общини Чупрене, Димово и Ружинци и област Монтана – общини Брусарци и Лом, десен приток на река Дунав. Дължината ѝ е 92,5 km, която ѝ отрежда 30-о място сред реките на България.

## Географска характеристика

### Извор, течение, устие
Река Лом извира от главното старопланинско било в землището на село Горни Лом. Образува се от множество по-малки притоци, като за начало са приети изворите на река Бърза (на 2100 m н.в.) в подножието на връх Миджур (2168 метра) – най-високият в Чипровска планина, Западна Стара планина. Тези рекички имат планински характер, много стръмни наклони на речното корито и големи скорости на течението. До Горни Лом реката тече под голям наклон. Залесеността в този район е слаба. Залесени са само известни части от водосборната област главно от широколистни гори. Коритото на реката е от скална порода и засипано с камъни, чакъл и пясък, които са типични за водосборни области от подобен характер. Надлъжният наклон на реката до Горни Лом е голям – средно 10 %, а напречният профил на долината се характеризира с дълбоко врязване и стръмни склонове.
От Горни Лом до Долни Лом реката запазва почти същия характер. Оттам надолу тя навлиза в почти равнинен терен (Долноломско и Средогривски полета), където наклонът на реката е малък и има характера на равнинна река. Долината на реката е обградена с невисоки хълмове. Речните брегове са ниски, а дъното покрито с пясък. Така реката продължава до махала Фалковец, където приема главния си ляв приток Стакевска река, с десния ѝ приток Чупренска река. В този участък напречният профил на долината става коритообразен. От Фалковец реката навлиза в полски терен, където долината и коритото на реката се разширяват, като при Дреновец достига до 100 – 200 m. От Ружинци на североизток долината ѝ има асиметрични брегове с добре развити тераси отляво на речното легло и стръмни десни склонове. Бреговете на реката в този участък са много ниски и при проливни дъждове или интензивно снеготопене водите ѝ излизат извън коритото и причиняват наводнения. Дъното на реката в по-голямата си част е покрито с чакъл. Понякога след наводнение течението на реката е в средата на коритото. Водосборната област на реката е обезлесена и заета от обработваеми площи. Този си характер реката запазва до вливането ѝ в Дунав на 742-ри km, в град Лом, на 28 m н.в. Устието е известно под името „Лимана". Характерно за реката в най-долното ѝ течение е подприщването на водите ѝ, което се получава поради по-високите нива на река Дунав.

### Водосборен басейн, притоци
Площта на водосборния басейн на река Лом е 1240 km2. На северозапад водосборният ѝ басейн граничи с водосборните басейни на реките Арчар и Скомля, а на югоизток – с водособорните басейни на реките Цибрица и Огоста. На югозапад по билата на Светиниколска и Чипровска планини преминава границата с водосборните басейни на реките Тимок и Нишава.
Притоци:
- → Покълска река
- ← Равна река
- ← Голема Люта
- ← Лева река
- → Краставичка
- ← Добра вода
- ← Еличка река
- → Мусич
- ← Петовичка река
- → Стакевска река
- ← Нечинска бара
- → Върбовска бара
- ← Медовнишка река

### Хидрографски показатели
Средният многогодишен отток при село Дреновец е 4,7 m3/s, а при устието 6,4 m3/s с максимум от 11 m3/s и минимум 2,19 m3/s. Среден наклон 18,3%, залесеност 35%, годишен отток 202.106 m3.
Средногодишният отток при станция Трайково е 7,39 m3/s. Максимумът е през пролетта (март-май), което се дължи на топенето на снежната покривка и пролетните дъждове, а минимумът – юли-октомври. Данните за вътрешногодишното разпределение на речния отток са за периода 1950/1951 – 1982/1983 г.
| речен отток                     | I    | II    | III   | IV    | V     | VI    | VII  | VIII | IX   | X    | XI   | XII  | средногодишен |
| ------------------------------- | ---- | ----- | ----- | ----- | ----- | ----- | ---- | ---- | ---- | ---- | ---- | ---- | ------------- |
| количество (m3/s)               | 6,08 | 9,37  | 13,00 | 14,40 | 14,60 | 9,22  | 3,68 | 2,13 | 2,76 | 3,42 | 4,72 | 5,23 | 7,39          |
| количество (% от годишния обем) | 6,90 | 10,60 | 14,70 | 16,20 | 16,40 | 10,40 | 4,10 | 2,40 | 3,10 | 3,90 | 5,30 | 6,00 | 100,0         |

## Селища
Реката тече основно в североизточна посока, като в най-долното си течение посоката става северна. По пътя си минава покрай селата:
- Област Видин

- Община Чупрене – Горни Лом, Долни Лом и Средогрив
- Община Димово – Яньовец (махала Фалковец)
- Община Ружинци – Ружинци, Дражинци, Бело поле, Роглец, Дреновец, Тополовец и Динково

- Област Монтана

- Община Брусарци – Княжева махала, Крива бара, Дондуково и Василовци
- Община Лом – Сталийска махала, Трайково, Замфир и град Лом.

## Стопанско значение
До началото на XIX век според разкази реката е била плавателна за лодки от устието до Фалковец. Водите на Лом се използват за напояване (язовир „Дреновец") и електродобив (ВЕЦ „Горни Лом", „Миджур" и „Китка“).
По течението се намират интересни забележителности като стария мост до Ружинци и вековните летни дъбови гори при Дражинци. При село Роглец в реката се образува остров, обрасъл с красиви крайречни гори, а на запад от Княжева махала расте група от вековни (около 200 години) черни тополи.
Лом е една от малкото почти незасегнати от промишлени замърсявания реки в България. Поради това е добре зарибена, а плажът, къпането и прането в нея са възможни без ограничения. През лятото температурата на водата достига 29ºС. В околностите на реката се разкриват хубави природни гледки. Възможни са туристически преходи пеша и с велосипед. По долното течение на река Лом са предложени две Натура 2000 места – река Лом, което е близо 1400 ха и протича покрай реката от Ружинци до устието и Моминбродско блато, което е около 30 ха и се намира в близост до реката и нейното устие.
В участъка от с. Горни Лом до махала Фалковец, покрай левия бряг на реката преминава третокласен път № 102 от държавната пътна мрежа Монтана – Белоградчик – Димово. От мах. Фалковец надолу, покрай целия ляв бряг на рекат до град Лом преминава третокласен път № 114 от държавната пътна мрежа Лом – Ружинци – Чупрене.

## Топографска карта
- Лист от карта K-34-10. Мащаб: 1 : 100 000.
- Лист от карта K-34-11. Мащаб: 1 : 100 000.
- Лист от карта K-34-22. Мащаб: 1 : 100 000.